# Port lotniczy Tura
Port lotniczy Tura (IATA: brak, ICAO:  UNIT) – regionalne lotnisko w Rosji w Kraju Krasnojarskim. Znajduje się około 13 km od osiedla typu wiejskiego Tura, położonego u ujścia rzeki Koczeczum do Dolnej Tunguzki. Miejscowość jest połączona z lotniskiem drogą federalną A383, jednak nie łączą się one z resztą sieci drogowej Rosji. W połączeniu ze słabą żeglownością Dolnej Tunguzki sprawia to, że lotnisko jest praktycznie jedyną drogą transportową do Tury.
Lotnisko posiada jeden pas startowy o długości 1400 m.